# Kazachstan na Letnich Igrzyskach Olimpijskich 2004
Kazachstan na Letnich Igrzyskach Olimpijskich 2004 reprezentowało 114 zawodników (71 mężczyzn, 43 kobiety). Był to 3 start na letnich igrzyskach olimpijskich reprezentacji Kazachstanu. Reprezentacja zdobyła 8 medali.

## Zdobyte medali
| Medal  | Zawodnik           | Dyscyplina           | Konkurencja                                 | Rezultat                                                    |
| ------ | ------------------ | -------------------- | ------------------------------------------- | ----------------------------------------------------------- |
| Złoto  | Baktijar Artajew   | Boks                 | waga półśrednia (do 69 kg) mężczyzn         | w finale pokonał Kubańczyka Lorenzo Aragona                 |
| Srebro | Giennadij Gołowkin | Boks                 | waga średnia (do 75 kg) mężczyzn            | w finale przegrał z Rosjaninem Gajdarbiekiem Gajdarbiekowem |
| Srebro | Gieorgij Curcumia  | Zapasy               | styl klasyczny kategoria do 120 kg mężczyzn | w finale przegrał z Rosjaniniem Chasanem Barojewem 2:4      |
| Srebro | Giennadij Łalijew  | Zapasy               | Styl wolny kategoria do 74 kg mężczyzn      | w finale przegrał z Rosjaniniem Buwsają Sajtijewem 0:7      |
| Srebro | Siergiej Filimonow | Podnoszenie ciężarów | waga do 77 kg mężczyzn                      | 372,5 kg                                                    |
| Brąz   | Seryk Jeleuow      | Boks                 | waga lekka (do 60 kg) mężczyzn              | w półfinale przegrał z Brytyjczykiem Amir Khanem            |
| Brąz   | Mchitar Manukian   | Zapasy               | Styl klasyczny kategoria do 66 kg mężczyzn  |                                                             |
| Brąz   | Dmitrij Karpow     | Lekkoatletyka        | Dziesięciobój                               | 8725 pkt                                                    |